# Joutseno (stacja kolejowa)
Joutseno (fiń. Joutsenon rautatieasema) – stacja kolejowa w Joutseno, w regionie Karelia Południowa, w Finlandii. Znajduje się na linii Kouvola – Joensuu.
Stacja została otwarta wraz z odcinkiem Lappeenranta-Imatra w październiku 1934 i została zaprojektowana przez Thure Hellströma. 
Obecnie wszystkie pociągi kursujące pomiędzy Helsinkami i Joensuu, z wyjątkiem kilku kursów Pendolino zatrzymują się w Joutseno. Kasa biletowa została zamknięta w 2003. Dwa wieczorne pociągi InterCity do Helsinek zatrzymują się na torze nr 2, wszystkie pozostałe na torze nr 1. 

## Linie kolejowe
- Linia Kouvola – Joensuu